# Vlaamse verkiezingen 2019
Op zondag 26 mei 2019 werden in Vlaanderen verkiezingen voor het Vlaams Parlement gehouden. De regionale verkiezingen worden sinds 1999 altijd gelijktijdig met de Europese parlementsverkiezingen gehouden.

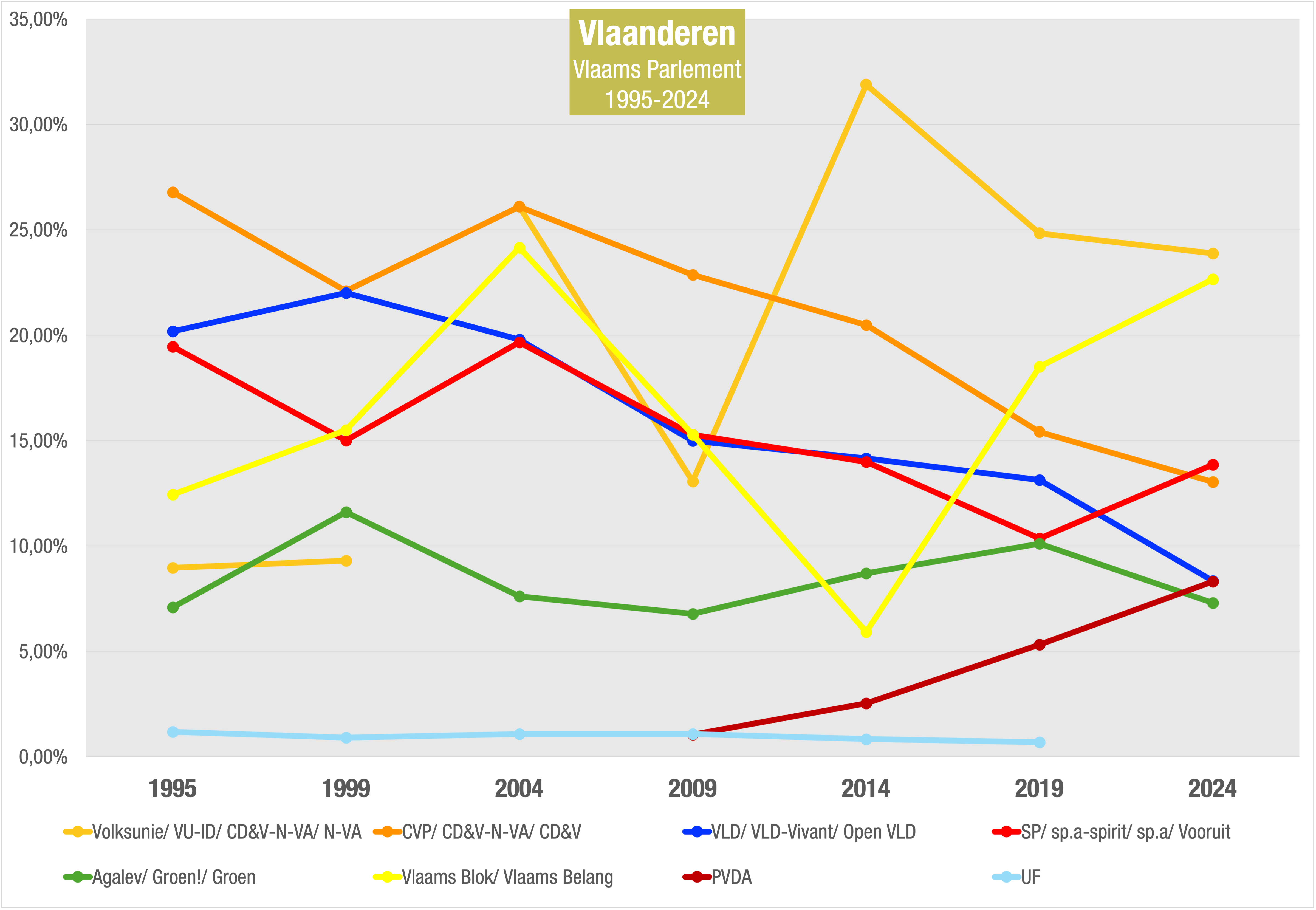
Grafiek van de Vlaamse partijen en hun behaalde resultaten voor het Vlaams Parlement van 1995 tot en met 2024, uitgedrukt in procenten.

## Vooraf
Na de verkiezingen van mei 2014 vormden N-VA, CD&V en Open Vld de regering-Bourgeois onder leiding van minister-president Geert Bourgeois (N-VA).

## Zetels
Er waren 124 zetels verkiesbaar verdeeld over 6 kiesomschrijvingen. 118 hiervan werden gekozen door de kiesgerechtigden wonende in de vijf provincies van het Vlaams Gewest; de overige zes werden gekozen door kiesgerechtigden wonende in het Brussels Hoofdstedelijk Gewest die bij de verkiezing voor het Brussels Hoofdstedelijk Parlement op een Nederlandstalige lijst hebben gestemd.

## Kandidaten
Zittend minister-president Bourgeois werd lijsttrekker bij de Europese verkiezingen, waarop partijvoorzitter Bart De Wever kandidaat-minister-president werd voor N-VA. Binnen CD&V werd Hilde Crevits, Vlaams minister sinds 2007, op 28 april 2019 naar voren geschoven als kandidaat-minister-president. Open Vld schuift geen kandidaat naar voor.

### Lijsttrekkers
| Partij | Partij        | West-Vlaanderen     | Oost-Vlaanderen      | Antwerpen           | Limburg         | Vlaams-Brabant      | Brussel-Hoofdstad |
| ------ | ------------- | ------------------- | -------------------- | ------------------- | --------------- | ------------------- | ----------------- |
|        | Groen         | Jeremie Vaneeckhout | Björn Rzoska         | Meyrem Almaci       | Johan Danen     | An Moerenhout       | Stijn Bex         |
|        | Vlaams Belang | Stefaan Sintobin    | Guy D'haeseleer      | Filip Dewinter      | Chris Janssens  | Klaas Slootmans     | Frédéric Erens    |
|        | Open Vld      | Bart Tommelein      | Carina Van Cauter    | Bart Somers         | Lydia Peeters   | Gwendolyn Rutten    | Els Ampe          |
|        | UF            | -                   | -                    | -                   | -               | Nicolas Kuczynski   | -                 |
|        | sp.a          | Annick Lambrecht    | Conner Rousseau      | Caroline Gennez     | Els Robeyns     | Bruno Tobback       | Hannelore Goeman  |
|        | N-VA          | Bert Maertens       | Matthias Diependaele | Bart De Wever       | Steven Vandeput | Ben Weyts           | Karl Vanlouwe     |
|        | CD&V          | Hilde Crevits       | Joke Schauvliege     | Koen Van den Heuvel | Lode Ceyssens   | Peter Van Rompuy    | Benjamin Dalle    |
|        | PVDA          | Natalie Eggermont   | Tom De Meester       | Jos D'Haese         | Kim De Witte    | Sander Vandecapelle | Nele Vandenbempt  |

### Kandidatenlijsten
Hieronder staan de kandidatenlijsten. De verkozenen staan vetgedrukt.

#### Kieskring Antwerpen
| Plaats      | Open Vld                | N-VA               | Vlaams Belang          | CD&V                   | PVDA                   | Groen                      | sp.a                      |
| Effectieven | Effectieven             | Effectieven        | Effectieven            | Effectieven            | Effectieven            | Effectieven                | Effectieven               |
| ----------- | ----------------------- | ------------------ | ---------------------- | ---------------------- | ---------------------- | -------------------------- | ------------------------- |
| 1           | Bart Somers             | Bart De Wever      | Filip Dewinter         | Koen Van Den Heuvel    | Jos D'Haese            | Meyrem Almaci              | Caroline Gennez           |
| 2           | Sihame El Kaouakibi     | Liesbeth Homans    | Anke Van dermeersch    | Tinne Rombouts         | Lise Vandecasteele     | Imade Annouri              | Hannes Anaf               |
| 3           | Willem-Frederik Schiltz | Kris Van Dijck     | Bart Claes             | Katrien Schryvers      | Annemie Tibos          | Gustaaf Pelckmans          | Karim Bachar              |
| 4           | Frank Wilrycx           | Annick De Ridder   | Sam Van Rooy           | Orry Van de Wauwer     | Abdelaziz El Fadili    | Goedele Van der Spiegel    | Maya Detiège              |
| 5           | Zelfa Madhloum          | Sofie Joosen       | Wim Verheyden          | Ward Kennes            | Sah Gulhan             | Tine Van den Brande        | Rodney Talboom            |
| 6           | Rita Thijs              | Paul Van Miert     | Els Sterckx            | Dirk de Kort           | Maartje De Vries       | Erkan Öztürk               | Tomas Sergooris           |
| 7           | Peter Gysbrechts        | Freya Perdaens     | Aida Osipova           | Mieke Van Den Brande   | Maarten Frederickx     | Karen Maes                 | Kelia Kaniki Masengo      |
| 8           | Luc Abrams              | Paul Cordy         | Luc Van der Schoepen   | Nicole Boonen          | Lien Moens             | Koen Kerremans             | Els Opdenbergh            |
| 9           | Marian Van Alphen       | Kathleen Krekels   | Karin Meeus            | Maaike Bradt           | Freddy Van Aelst       | Greet Oris                 | Alessandra Lamm           |
| 10          | Arnold Wittenberg       | Manuela Van Werde  | Tommy Van Loock        | Dieter Wouters         | Zaynaba Alkodase       | Jim Williame               | Dorien Lievens            |
| 11          | Tracy Etna              | Tine Van der Vloet | Ivan Wartel            | Marlon Pareijn         | Katrien Merckx         | Isabelle Quirynen          | Valerie Van den Brande    |
| 12          | Joseph Steimetz         | Eddy Bevers        | Dirk Segers            | Marian Lauwers         | Ivan Heyligen          | Louis Schoofs              | Jarrik Peeters            |
| 13          | Bart Vanmarcke          | Rik Verwaest       | Kristof Van der Cammen | Hans Ides              | Tom Devoght            | Lotte Buijs                | Ebubekir Dogan            |
| 14          | Willem Vankrunkelsven   | Guido Vaganée      | Patrick Van Assche     | Joost Verhaegen        | Amber Mertens          | Dirk Depover               | Wing Man Chu              |
| 15          | Elisabet Okmen          | Maarten De Veuster | Vera Stappaerts        | Stef Breugelmans       | Gul Bazsaz             | Mariyam Safi               | Heiko Van Muylder         |
| 16          | Lien De Decker          | Katleen Vantyghem  | Bert Deckers           | Ellen Deswert          | Hilde De Block         | Peter Arnouw               | Katrien Van Laer          |
| 17          | Walter Grootaers        | Bart Smans         | Valery Van Gorp        | Tinne Wuyts            | Els Meulemans          | Ilse Van Dienderen         | Jef Cuyvers               |
| 18          | Glenn Anné              | Peter Wouters      | Tim Willekens          | Bram Heylen            | Erik Dirkx             | Femke Meeusen              | Rudi Nuyens               |
| 19          | Nasira Abarkan          | Faye Van Impe      | Elisa Van De Weghe     | Axel Boen              | Diane Janssen          | Chiel Danckers             | Jill Roelants             |
| 20          | Lut Hermans             | Amber Vermeiren    | Sandra Wintershoven    | Hassan Aarab           | Lief Mateusen          | Suganya Chandrasekaran     | Ingrid Meulders           |
| 21          | Ellen Van Mechelen      | Thomas Wellens     | Ingrid Van Wunsel      | Liesbeth Bardyn        | Jitske Eekman          | Mattijs Van Miert          | Frank Vercammen           |
| 22          | Johan Cassimon          | Inge De Ridder     | Walter Mariën          | Bart Lambrechts        | Abderrahim Badri       | Maxin Willemsen            | Anton Behrami             |
| 23          | Sofie Van Wesemael      | Geert Mangelschots | Sofie Molenberghs      | Tom Van Ranst          | Koen Meynendonckx      | Hans Van den Eynden        | Johan Peeters             |
| 24          | Lore Roelandts          | Mark Tijsmans      | Tamara Ceuppens        | Ann Van Damme          | Mitta Van der Maat     | Joke Sannen                | Linda Schoenmaekers       |
| 25          | Ilse Van Den Heuvel     | Laura Kunnen       | Daniëla Bens           | Maud Vosters           | Raf Van Gestel         | Nik Meeusen                | Zjeen Reynders            |
| 26          | Victor De Groof         | Cindy Vanbaeden    | Karina Melis           | Els Beullens           | Christiane Segers      | Saskia Sterck              | Sonja Birchen             |
| 27          | Vladimir Voskanian      | Dirk Rochtus       | Kenzo Van den Bosch    | Touria Iharratane      | An Buelens             | Abdeslam El Ghamri         | Mostafa Nassali           |
| 28          | Anja Deryck             | Dirk Smout         | Nele Somers            | Nele Devoghel          | Sen Verstrael          | Veerle Beernaert           | Lia Hendrickx             |
| 29          | Ann Bakelants           | Kristof Sels       | Rita Ceulemans         | Marleen Struyf         | Magda De Belder        | Walter Duré                | Saida El Fekri            |
| 30          | Dirk Melis              | Isabelle Zanzer    | Lars Van Cappellen     | Marleen De Bruyn       | Eric Francis           | Sarah Wouters              | Marc De Laet              |
| 31          | Hans Schoofs            | Nabilla Ait Daoud  | Bert Peeters           | Luc Blommaerts         | Samy Ahmed Ali         | Steven Prinsen             | Fons Hannes               |
| 32          | Bart Voordeckers        | Vera Celis         | Peggy Pooters          | Wim Caeyers            | Ben Van Duppen         | Zineb El Boussaadini       | Alain Verschoren          |
| 33          | Marleen Vanderpoorten   | Philippe Muyters   | Bruno Valkeniers       | Griet Van Olmen        | Nicole Naert           | Wouter Van Besien          | Jinnih Beels              |
| Opvolgers   |                         |                    |                        |                        |                        |                            |                           |
| 1           | Tom Ongena              | Fons Duchateau     | Dirk Verhaert          | Jamila Hamddan Lachkar | Kristof Vissers        | Staf Aerts                 | Inga Verhaert             |
| 2           | Anne Van Aperen         | Dorien Cuylaerts   | Isabelle Huysmans      | Nic Andriessen         | Nadine Peeters         | Charlotte Pittevils        | Thijs Verbeurgt           |
| 3           | Bavo Anciaux            | Jurgen Callaerts   | Guy Dircx              | Daan De Veuster        | Lieve Seuntjens        | Michiel Hubeau             | Elhasbia Zalou            |
| 4           | Alexander Mertens       | Marc Hendrickx     | Mariëtte Voogd         | Jelle Lauwereys        | Stefanie Boons         | Marie Vrelust              | Nathalie Aertssen         |
| 5           | Valérie Caers           | An Willems         | Koen Spitaels          | Buket Karaca           | Koen De Cnodder        | Tom Van den Borne          | Robert Avagyan            |
| 6           | Sami Abdou              | Jan Eeman          | Sharon De Keyser       | Adrian De Weert        | Luc Guns               | Annelies Aertbeliën        | Tatjana Scheck            |
| 7           | Okan Benli              | Laura Delmas       | Mieke De Bats          | Tom Dewandelaere       | Rudy Van Rompaey       | Stefan De Maeyer           | Kevin Claes               |
| 8           | Sophie Gabriëls         | Charlotte Bats     | Dirk Dox               | Christel Meeus         | Monika Triest          | Karin Van Hoffelen         | Freija D'Hondt            |
| 9           | Gino Van den Vonder     | Helke Verdick      | Lieselotte Decroix     | Sarah De Keyser        | Nele Van Parys         | Joeri Vanvaerenbergh       | Farhan Omar               |
| 10          | Aimé Schrauwen          | Dag Pas            | Jean Swolfs            | Griet Convens          | Linda Van der Schoepen | Giuliana Chirinos Saavedra | Joris De Groote           |
| 11          | Jasmijn Meirsman        | Pieter Gielis      | Veronique Vervoort     | Brigitte Quick         | Yves Moons             | Faysal El Morabet          | Joeri Janssens            |
| 12          | Eva Van den Brande      | Mieke Willems      | Flor Celen             | Ann Verbruggen         | Yana Dirkx             | Anna Touré                 | Chadi Abou El Ghar        |
| 13          | Els De Groof            | Carl Geeraerts     | Nancy Verrijke         | Karolien Goris         | Ans Peeters            | Gert Vercauteren           | Sandra Geeraert           |
| 14          | Giel Van de Zande       | Liesbet Brzyk      | Mieke De Moor          | Sebastiaan Marien      | Frank Van den Bossche  | Hellen Sillis              | Nick Van Kerckhoven       |
| 15          | Erica Caluwaerts        | Ilse Lacante       | Luc Van Grieken        | Stijn Coenen           | Christoph Van Dyck     | Ilse De Schutter           | Charisse Verberckmoes     |
| 16          | Martine Taelman         | Erwin Mertens      | Jan Penris             | Bart Craane            | Sauw Tjhoi Ng          | Omar El Jattari            | Christine Van Broeckhoven |

#### Kieskring Limburg
| Plaats      | Open Vld            | N-VA               | Vlaams Belang         | CD&V                | PVDA                     | Groen              | sp.a                 |
| Effectieven | Effectieven         | Effectieven        | Effectieven           | Effectieven         | Effectieven              | Effectieven        | Effectieven          |
| ----------- | ------------------- | ------------------ | --------------------- | ------------------- | ------------------------ | ------------------ | -------------------- |
| 1           | Lydia Peeters       | Steven Vandeput    | Chris Janssens        | Lode Ceyssens       | Kim De Witte             | Johan Danen        | Els Robeyns          |
| 2           | Marino Keulen       | Karolien Grosemans | Roosmarijn Beckers    | Vera Jans           | Michelle Heijens         | Hind Salhane       | Ludwig Vandenhove    |
| 3           | Laurence Libert     | Jos Lantmeeters    | Leo Pieters           | An Christiaens      | Nadia Chahboun           | Johnny Ceyssens    | Mustafa Aytar        |
| 4           | Jo Feytons          | Jelle Engelbosch   | Bruno Van Wettere     | Tom Cox             | Luc Ectors               | Valentino Langi    | Karolien Eens        |
| 5           | Griet Mebis         | Miet Vandersteegen | Carine Achten         | Yasin Gül           | Sabrina Onate y Martinez | Sara Moors         | Habib El Ouakili     |
| 6           | Ruth Vandeboel      | Marc Penxten       | Jan Jans              | Ellen Bours         | Hoessein Naim            | Raf Truyers        | Yves Vannijlen       |
| 7           | Ann-Sofie Custers   | Jessie De Weyer    | Libera Crescente      | Ingrid Kempeneers   | Jef Lingier              | Jerica Heleven     | Kelly Meykens        |
| 8           | An Moons            | Anne-Lies Bynens   | Dimy Meylaers         | Raf Drieskens       | Jeske Linten             | Erik Knoops        | Gerard Stassen       |
| 9           | Marleen Kortleven   | Liliane Hinoul     | Cindy Sax             | Luc Wouters         | Maxime Pirard            | Joke Timmermans    | Nuray Özdemir        |
| 10          | Monique Seronvaille | Luc Melotte        | Sam Marx              | Miet Jorissen       | Arturo Moro              | Dirk Duchateau     | Michel Stevens       |
| 11          | Arnoud Schreurs     | Nathalie Hamers    | Sofie Duwé            | Marleen Kauffmann   | Kübra Sertkaya           | Hanne Janssen      | Sandra Vansimpsen    |
| 12          | Frank Dewael        | Niels Van Eygen    | Krystel Smets         | William Nijssen     | Bieke Jansen             | Dirk Huysmans      | Erika Princen        |
| 13          | Guy Schiepers       | Sylvia Feytons     | Danny Lemmens         | Tanja Imbornone     | Tom De Bie               | Linda Marzée       | Kacie King           |
| 14          | Miel Craeghs        | Johan Pauly        | Trees Boons           | Sigrid Cornelissen  | Milly Thoolen            | Mia Aerts          | Ellen Reumers        |
| 15          | Jan Dalemans        | Laura Olaerts      | Alice Deckers         | Johan Sauwens       | Koen Rijks               | Marij Gabriëls     | Kevin Schouterden    |
| 16          | Johny De Raeve      | Jan Peumans        | Koen Ooms             | Jo Vandeurzen       | Gabi Jaenen              | Sven Saenen        | Patrick Lismont      |
| Opvolgers   |                     |                    |                       |                     |                          |                    |                      |
| 1           | Steven Coenegrachts | Katja Verheyen     | Bart Lindelauf        | Jo Brouns           | Karo Stevens             | Bright Adiyia      | Loes Mispoulier      |
| 2           | Soetkin Jehaes      | Hendrik Verbrugge  | Veerle Dils           | Hilâl Yalcin        | Simon Heijens            | Nele Nullens       | Jean-Paul Peuskens   |
| 3           | Dirk Tyskens        | Rita Moors         | Dietrich Vandereycken | Sofie Mertens       | Ine Hensen               | Jan Van den Bergh  | Conny Mertens        |
| 4           | Stéphanie Billen    | Hans Zegers        | Danielle Verjans      | Hanne Kellens       | Sameer Srivastva         | Elisabeth Leyssens | Jeffrey Mardulier    |
| 5           | Yeliz Dumlugol      | Valérie van Gastel | Andy Reemers          | Petronella Zelissen | Danielle Saro            | Tonny Van Dael     | Sofie De Waele       |
| 6           | Mia Croonen         | Stefano Ghiro      | Christel Liebens      | Lieve Vandeput      | Stijn Van Endert         | May Briers         | Franky Geypen        |
| 7           | Anita Beullens      | Kim Strzebonski    | Tom Degraeve          | Katrien Herck       | Jessica Colebunders      | Jasper Goffin      | Nico Geeraerts       |
| 8           | Veerle Lievesoens   | Koen Roeffaers     | Linda Quiddouse       | Sofie Herremans     | Margriet Beenaerts       | Fermudiye Sagir    | Alessandro Cucchiara |
| 9           | Kathleen Soors      | Greta Vermeulen    | Sarah Pallen          | Philippe Geelen     | Bianca Booms             | Jos Gorssen        | Ellen Hoebrechts     |
| 10          | Kristel Olech       | Wesley Servaes     | Chantal Nagels        | Marc Heselmans      | Bart Leeten              | Greet Engelen      | Hanne Mengels        |
| 11          | Maarten Houben      | Liesbeth Jannis    | Pascal Hermans        | Marijke Berden      | Loesja Klimczak          | Peter Aerts        | Bouchera Ait Aadi    |
| 12          | Bart Beelen         | Bert Vertessen     | Tony Serrani          | Jos Leroy           | Rob Van Vlierden         | Tess Van Deynse    | Ann-Sophie Bulen     |
| 13          | Robert Vandezande   | Sara Vacca         | Daisy Vandeplas       | Jo Bollen           | John Piron               | Tille Davidts      | Carla Verbruggen     |
| 14          | Kristof Pirard      | Peter Haesen       | Monique Vananderoye   | Arnoud Nijssen      | Radouane El Arbaoui      | Erik Braeken       | Jo Vanrutten         |
| 15          | Herbert Coox        | Veronik Moesen     | Luc Van Kerckhoven    | Stijn Van Baelen    | Marij Janssen            | Evelien Stinkens   | Marc Geerts          |
| 16          | Johan Mas           | Bert Lambrechts    | Lowie Tielens         | Erik Van Roelen     | Willem De Witte          | Ivo Thys           | Danny Deneuker       |

#### Kieskring Oost-Vlaanderen
| Plaats      | Open Vld                  | N-VA                     | Vlaams Belang       | CD&V                           | PVDA                    | Groen                  | sp.a                  |
| Effectieven | Effectieven               | Effectieven              | Effectieven         | Effectieven                    | Effectieven             | Effectieven            | Effectieven           |
| ----------- | ------------------------- | ------------------------ | ------------------- | ------------------------------ | ----------------------- | ---------------------- | --------------------- |
| 1           | Carina Van Cauter         | Matthias Diependaele     | Guy D'haeseleer     | Joke Schauvliege               | Tom De Meester          | Björn Rzoska           | Conner Rousseau       |
| 2           | Jean-Jacques De Gucht     | Sarah Smeyers            | Adeline Blancquaert | Robrecht Bothuyne              | Sabine Van Damme        | Mieke Schauvliege      | Freya Van Den Bossche |
| 3           | Stephanie D'Hose          | Koen Daniëls             | Kristof Slagmulder  | Vincent Van Peteghem           | Jef Maes                | Elisabeth Meuleman     | Kurt De Loor          |
| 4           | Kenneth Taylor            | Elke Sleurs              | Filip Brusselmans   | Maaike De Rudder               | Ina Van Maele           | Fourat Ben Chikha      | Issam Benali          |
| 5           | Stefaan De Winter         | Marius Meremans          | Johan Deckmyn       | Valerie Taeldeman              | Gökhan Kurtulus         | Aster Baeck            | Sven Taeldeman        |
| 6           | Filip Meirhaeghe          | Andries Gryffroy         | Ilse Malfroot       | Katrien Beulens                | Sana Raguragui          | Ilse Van Eetvelde      | Julien Vandenhoucke   |
| 7           | Claudine De Waele         | Sabine Vermeulen         | Lena Van Boven      | Ann Verschelden                | Martin Christiaens      | Lander Wantens         | Tina Van Havere       |
| 8           | Filip Michiels            | Helga Stevens            | Stijn Van Hamme     | Paul Pardon                    | Katrien Gansbeke        | Colette Verslyppe      | Wouter De Schepper    |
| 9           | David Vercauteren         | Filip Kegels             | Marijke De Graef    | Pierre Claeys                  | Chris Wauman            | Wouter Vande Winkel    | Bruno Matthys         |
| 10          | Maarten Van Tieghem       | Miranda Van Eetvelde     | Marc Parewijck      | Simon Smagghe                  | Martine Hoet            | Jenna Bouve            | Lore Vonck            |
| 11          | Kitty Schelfhout          | Lieven De Smet           | Klaartje Brouwers   | Ase Van De Vijver              | Safet Hadzihasanovic    | Fatjona Hoxha          | Cindy Roelandt        |
| 12          | Stijn Wille               | Marleen Van De Populiere | Alain Franck        | Johan Van Vaerenbergh          | Sabine De Waele         | Claire Vanhoutte       | Babette Brusselmans   |
| 13          | Guillaume Devos           | David Vandekerkhove      | Christina De Wolf   | Lieven Cnudde                  | Claude Yande            | Amjad Shah             | Johan Van Biesen      |
| 14          | Gert Poppe                | Sofie Wijmeersch         | Reinoud Van Stappen | Anja Beeckman                  | Eefje Goossen           | Heidi Schuddinck       | Eva Mazambi Nyota     |
| 15          | Illy Tasatan              | Maikel Parmentier        | Stefaan Van Gucht   | Ismail Aydinli                 | Jari Christiaens        | Pieter Verstraete      | Michelle Genée        |
| 16          | Karen Van De Weghe        | Els Roegiers             | Peter Van Arnhem    | Maaike Van Puyenbroeck         | Marta Maes              | Marie-Claire Nyatanyi  | Bilal Bruggen         |
| 17          | Anneleen De Ruyck         | Boris Labie              | Iris Van Der Veken  | Dominique Van Overmeire-De Mey | Ludwig Van Istendael    | Tim Pollet             | Ine Depaepe           |
| 18          | Melissa Van Der Stock     | Tchantra Van De Walle    | Roland Pannecoucke  | Simon Van Quickelberghe        | Debbie De Vleesschauwer | Lotte Van Boxem        | Femke Breugelmans     |
| 19          | Thomas De Borle           | Tom Van Damme            | Dina Godeschalck    | Yari Kaer                      | Kristof Vanden Berghe   | Peter Blondeel         | Peter Versnaeyen      |
| 20          | Janine Stadeus            | Saartje Heymans          | Dirk Deschaumes     | Joris Vandenhoucke             | Jasmina Schelstraete    | Zeneb Bensafia         | Jan Opdenbergh        |
| 21          | Frederic Hesters          | Luc Raman                | Anny Crick          | Lies Geirnaert                 | Petro Maras             | Yvo Meert              | Chantal Bobelijn      |
| 22          | Sylvia Van Meirvenne      | Inge De Gussem           | Sophie Van Eeghem   | Charlotte De Smet              | Hilde Wenes             | Angela Pisani          | Peggy De Moor         |
| 23          | Pascale Mornie-Boittequin | Peter Van Hecke          | Anja Blanckaert     | Laure Nkundakozera Uwase       | Karel Van Bever         | Jef Vermaere           | Isabel Dellaert       |
| 24          | Kristin Vangeyte          | Evi Rasschaert           | Tim Schevelinck     | Dieter Mannaert                | Fetzie Bulaclac         | Ingrid Ranschaert      | Bertrand Vrijens      |
| 25          | John Adam                 | Toon De Bock             | Henriette Scheire   | Ann Van Der Gucht              | Jeroen Devaere          | Bart Heelstermans      | Rudi Van Cronenburg   |
| 26          | Elsie Sierens             | Ingeborg De Meulemeester | Carine Calluy       | Kim Martens                    | Helga Collyn            | Isaura Calsyn          | Astrid De Bruycker    |
| 27          | Herman De Croo            | Lieven Dehandschutter    | Steve Herman        | Jan Vermeulen                  | Dirk Goemaere           | Filip Watteeuw         | Jo Fonck              |
| Opvolgers   |                           |                          |                     |                                |                         |                        |                       |
| 1           | Freya Saeys               | Joris Nachtergaele       | Olaf Evrard         | Stijn De Roo                   | Onno Vandewalle         | Dirk Stroobandt        | Emine Gül Isci        |
| 2           | Bart Van Hulle            | Lieve Truyman            | Veronique Lenvain   | Saloua El Moussaoui            | Klaar Van Bossuyt       | Fatma Yildiz           | Sam Van De Putte      |
| 3           | Nathalie Meganck          | Sarah Heuninck           | Steven Van Oost     | Katelijne Scheerlinckx         | Nick Dobbelaere         | Lieven Bauwens         | Katleen Lebeer        |
| 4           | Jan Arijs                 | Ankie D'Hollander        | Nancy Haes          | Patrick De Greve               | Anja Severens           | Claudine De Pauw       | Tom Rogman            |
| 5           | Karel Noppe               | Maxime Hoogewijs         | Gery De Mol         | Brecht Lietar                  | Ludo Merckx             | Bert Misplon           | Petra De Saegher      |
| 6           | Geoffrey Verleyen         | Ward Baeten              | Michelle Rédélé     | Filip Smet                     | Sarah Schmit            | Femke Deroo            | Jan Raecke            |
| 7           | An-Sofie Mestdagh         | Dimitri Van Laere        | Gilberte Geers      | Steven De Schrijver            | Derek Rabier            | Erik Rombaut           | Lieven Van Wesemael   |
| 8           | Marleen Maenhout          | Ilse Roggeman            | Geert De Neve       | Ellen Sergeant                 | Judith Spotbeen         | Naan Colman            | Kim Alloo             |
| 9           | Daphne Van Looy           | Kristof De Schryver      | Hilde Anneessens    | Brigitte Van Schoote           | Wim Hoogstoel           | Kristof Van den Berghe | Gunther Van Haut      |
| 10          | Els Cosyns                | Liesbeth Ghijsels        | Timothy De Groote   | Magda De Muynck-De Baets       | Patricia De Bruyne      | Roswitha Gerbosch      | Eddy Schatteman       |
| 11          | Marnix Van De Guchte      | Oliver Moreels           | Marie-Jeanne Mathys | Marijke De Kerpel              | Cindy Beirens           | Seline Somers          | Mireille De Vos       |
| 12          | Marijn Devalck            | Emmy De Smet             | Paul Oste           | Hendrik Van De Veere           | Stefan Lefebure         | Wouter Decoodt         | Lien Depoorter        |
| 13          | Frank De Palmenaer        | Niklas Arents            | Marleen Noens       | Kim Decatelle                  | Betty Bracke            | Inge De Bal            | Tina Cabuy            |
| 14          | Marian De Clercq          | Jasmien Van Bockstal     | Didier Geleyte      | Isabelle Derder                | Ben Van Eynde           | Peter Cousaert         | Bart Callaert         |
| 15          | Marleen De Tant           | Simon Lejeune            | Maggy De Wit        | Robin De Cubber                | Marleen Mingneau        | Femke Van Durme        | Ann Vancoillie        |
| 16          | Frans Penne               | An Vervliet              | Marc Boterberg      | Filip Thienpont                | Geert Asman             | Wout De Meester        | Hedwin De Clercq      |

#### Kieskring West-Vlaanderen
| Plaats      | Open Vld                  | N-VA                      | Vlaams Belang                  | CD&V                | PVDA                  | Groen                   | sp.a                   |
| Effectieven | Effectieven               | Effectieven               | Effectieven                    | Effectieven         | Effectieven           | Effectieven             | Effectieven            |
| ----------- | ------------------------- | ------------------------- | ------------------------------ | ------------------- | --------------------- | ----------------------- | ---------------------- |
| 1           | Bart Tommelein            | Bert Maertens             | Stefaan Sintobin               | Hilde Crevits       | Natalie Eggermont     | Jeremie Vaneeckhout     | Annick Lambrecht       |
| 2           | Emmily Talpe              | Maaike De Vreese          | Lut Deforche-Degroote          | Bart Dochy          | Ronny Saelen          | Belinda Torres Leclercq | Steve Vandenberghe     |
| 3           | Mercedes Van Volcem       | Axel Ronse                | Yves Buysse                    | Martine Fournier    | Charlotte Eerebout    | David Wemel             | Maxim Veys             |
| 4           | Francesco Vanderjeugd     | Wilfried Vandaele         | Frieda Verougstraete-Deschacht | Loes Vandromme      | Marino Doebeels       | Janos Braem             | Dries Couckuyt         |
| 5           | Michaël Vannieuwenhuyze   | Cathy Coudyser            | Carmen Ryheul                  | Kurt Vanryckeghem   | Naima Barrhane        | Natacha Waldmann        | Mieke Eggermont        |
| 6           | Nick Wenmaekers           | Gijs Degrande             | Martine Vanbrabant             | Bart Plasschaert    | Yves Depauw           | Tijs Naert              | Arne Debaeke           |
| 7           | Julie Paelinck            | Rita Gantois              | Ann Sinnaeve                   | Ingrid Vandepitte   | Daimy Declerck        | Els Verhagen            | Vanessa Jodts          |
| 8           | Sofie Delrue              | Eva Ryde                  | Remko Quiddouse                | Jan Seynhaeve       | Khalid Labriq         | Steven Dewitte          | Laura Cools            |
| 9           | Lieselot De Decker        | Griet Vanryckegem         | Jill Vanhecke                  | Minou Esquenet      | Vera Verheye          | Veerle Dejaeghere       | Annelies Vandenbussche |
| 10          | Geert Verhegge            | Rik Buyse                 | Jolan Deschepper               | Maarten Claeys      | Jimmy Lestabel        | Yves Miroir             | Gerda Casier           |
| 11          | Wim Janssens              | Nele Caus                 | Leo De Waele                   | Rachida Abid        | Debbie Haast          | Bertrand Vander Donckt  | Saskia Depoortere      |
| 12          | Ann Degroote              | Charlotte Verkeyn         | Suzanne Lacombe-Verbeest       | Annie Cool          | Ludovic Ide           | Valerie Dolfen          | Vicky Verstringe       |
| 13          | Tina Ledaine              | Belinda Beauprez          | Mark Misson                    | Isabelle Degezelle  | Katrien Hugelier      | Philippe Gryson         | Bruno Vanhove          |
| 14          | Mohamed Ahouna            | Machteld Vanhee           | Fabrice Naert                  | Ann Messelier       | Geert Onraedt         | Marleen Maes            | Monia Arroudi          |
| 15          | Kathy Kamoen              | Dirk Kesteloot            | Patrick Desmet                 | Geert Debergh       | Marjan Linten         | Johannes Rodenbach      | Hélène Vanacker        |
| 16          | Marleen Becarren          | Trui Steenhoudt           | Eddy Vandendriessche           | Bart Wenes          | Niki Devoldere        | Saar Vanpaemel          | Ineke Doyen            |
| 17          | David Pieters             | Bart Stragier             | Christine Callewaert           | Kristof Vandamme    | Stephanie Verbrugghe  | Sam Vancayseele         | Annie De Pauw          |
| 18          | Marc Deprez               | Bram Deloof               | Patrik Wellekens               | Sander David        | Jean-Marie Galloo     | Heleen Janssens         | Patrick Roose          |
| 19          | Chris Marain              | Pieter Lombaerts          | Liliane Geyskens               | Sam Van de Caveye   | Carla Willaert        | Kimberly Maenhoudt      | Youro Casier           |
| 20          | Fanny Decock              | Jan Van Meirhaeghe        | Delphine Devis                 | Femke Verleye       | Bart Pillart          | Frauke Breekelmans      | Alain Top              |
| 21          | Kathleen Defour-Verhelle  | Geert Orbie               | Lobke Ravyts-De Meyere         | Jasminka Poppe      | Julie Rouzeré         | Rika Savat              | Philip Bolle           |
| 22          | Marc Doutreluigne         | Danielle Godderis-T'Jonck | Ignace Lowie                   | Felix De Clerck     | Filip Desmet          | Bart Caron              | Philippe De Coene      |
| Opvolgers   |                           |                           |                                |                     |                       |                         |                        |
| 1           | Maarten Vander Stichele   | Koen Coupillie            | Immanuel De Reuse              | Brecht Warnez       | Jouwe Vanhoutteghem   | Maarten Tavernier       | Simon Bekaert          |
| 2           | Veerle Vervaeke           | Charlotte Bonte           | Kristien Verbelen              | Katrien Desomer     | Sonia Ten Hartog      | Carol Cartigny          | Jessy Salenbien        |
| 3           | Bram Meeuw                | Bart Rambour              | Wesley Deschuytter             | Francine Ampe-Duron | Thierry De Kerf       | Marleen Dierickx        | Justine Hollevoet      |
| 4           | Matthias Leenknecht       | Cindy Verbrugge           | Liliane Coene                  | Steven Kindt        | Alice Parmentier      | Piet Hardeman           | Franky De Jonghe       |
| 5           | Katrien Vandecasteele     | Pieter-Jan Verhoye        | Marc Riviere                   | Sien Vandevelde     | Jaap Desimpelaere     | Marij Vanlauwe          | Greta Cambier          |
| 6           | Nathalie Montelé          | Greet Desmet              | Rik Vandenabeele               | Bram Van den Bunder | Marij Defieuw         | David Van Moerkercke    | Mériem Mokran          |
| 7           | Anja Desmet               | Liselot Wydooghe          | Martine Van Hoof               | Stefanie Van Eeghem | Bart Neirinck         | Elke Saey               | Isabel Laceur          |
| 8           | Rita Van Laecke           | Veerle Demeulenaere       | Christophe Stroobant           | Henri De Vroey      | Inge Vantomme         | Jan-Klaas Kesteloot     | Bart Coopman           |
| 9           | Simon Vandendriessche     | Stefaan Bollaert          | Mireille Jaegers-Demonie       | Febe Baekelandt     | Remi Anzempamber      | Hilde Christiaens       | Martine Devisscher     |
| 10          | Frederik Crul             | Sofie Vermeulen           | Liesbeth Vercaemst             | Marleen Soete       | Petra Vandendriessche | Wieber Ballegeer        | Daisy Hoste            |
| 11          | Evelyne Vanderplancke     | Vicky De Rijcke           | Gerda Van Den Eede             | Frederik Demeyere   | Peter Gelaude         | Filip De Bruyne         | Nicolas Vermote        |
| 12          | Jan Lievens               | Niko Larock               | Sylvie Eeckhout-Platteeuw      | Regine Rooryck      | Kathy Vandenbrande    | Sien Lagae              | Annicq Verschuere      |
| 13          | Jan Stoens                | Siska Rommel              | Rosette Deschamps              | Helena Verhamme     | Geert Vanlangendonck  | Steve Kerckhove         | Ershad Yaftali         |
| 14          | Ruth Vandenberghe         | Wout Patyn                | Filip Dinneweth                | Chris Marreel       | Lizzy Rys             | Luc Lierman             | Jens Ugille            |
| 15          | Ann Soete                 | Stijn Jonckheere          | Jan Deweer                     | Sandy Buysschaert   | Dana Feyereisen       | Fino Tratsaert          | Kurt Vanlerberghe      |
| 16          | Pedro Brugada Terradellas | Anthony Goethaels         | Herman Vandenberghe            | Ruben Strobbe       | Rudy Nuytten          | Gerda Schotte           | Mieke Hoste            |

#### Kieskring Vlaams-Brabant
| Plaats      | Open Vld                 | N-VA                   | Vlaams Belang              | CD&V                     | PVDA                       | UF                                   | Groen                   | sp.a                   |
| Effectieven | Effectieven              | Effectieven            | Effectieven                | Effectieven              | Effectieven                | Effectieven                          | Effectieven             | Effectieven            |
| ----------- | ------------------------ | ---------------------- | -------------------------- | ------------------------ | -------------------------- | ------------------------------------ | ----------------------- | ---------------------- |
| 1           | Gwendolyn Rutten         | Ben Weyts              | Klaas Slootmans            | Peter Van Rompuy         | Sander Vandecapelle        | Nicolas Kuczynski (MR)               | An Moerenhout           | Bruno Tobback          |
| 2           | Maurits Vande Reyde      | Nadia Sminate          | Suzy Wouters               | Karin Brouwers           | Reninka Vanden Dorpe       | Véronique Caprasse (DéFI)            | Chris Steenwegen        | Katia Segers           |
| 3           | Gwenny De Vroe           | Lorin Parys            | Jan Laeremans              | Katrien Partyka          | Steven Sacré               | Josianne Blanche (cdH)               | Ann De Martelaer        | Fatima Lamarti         |
| 4           | Jo De Ro                 | Piet De Bruyn          | Daniel Fonteyne            | Michel Doomst            | Hamed Derkaoui             | Georgios Karamanis (PS)              | Timothy Rowies          | Frank Stevens          |
| 5           | Irina De Knop            | Inez De Coninck        | Alain Verschaeren          | Jelle Wouters            | Fatma Gözet                | Perrine Marchal (onafhankelijk)      | Machteld Soetemans      | Carina Jankowski       |
| 6           | Vallentina Schaiko       | Allessia Claes         | Kris Peeters               | Kristel Van Praet        | Caroline Coel              | Elisabeth de Foestraets-d'Ursel (MR) | Robert De Lille (Ecolo) | Dirk De Wulf           |
| 7           | Natalie Miseur           | Elke Wouters           | Jeroen Bolckmans           | An Speeckaert            | D. Van Herrewegen          | Nicole Geerseau-Desmet (DéFI)        | Ann Kenis               | Nicole Van Emelen      |
| 8           | Jimmy Koppen             | Alexander Binon        | Inge Moysons               | Nele Pelgrims            | Roger De Coninck           | Thérèse Tulkens (onafhankelijk)      | Joeri Van den Brande    | Houari El Hannouti     |
| 9           | Jorn Lathouwers          | Berdien Van Den Abeele | André Gorgon               | Geert Janssens           | Ahmed Karrouche            | Roberto Galluccio (PS)               | Anne Li                 | Griet Lissens          |
| 10          | Joris Pijpen             | Gijsbrecht Huts        | Mandy Bubier               | Hamid Akaychouh          | Raphäel Van Cappellen      | Guy Pardon (MR)                      | Jos Thys                | Tie Vanbeselaere       |
| 11          | Evelien Beeckman         | Erik Rennen            | Margriet Webers            | Tine Paredis             | Tine Heroes                | Françoise Devleeschouwer (DéFI)      | Anya Topolski           | Genço Yavuz            |
| 12          | Sander Geerts            | Jeroen Van San         | Suzy Jacobs                | Lien Casier              | Angela Janett Flores Acaro | Anne Mikolajczak-Sacré (cdH)         | Wim Verkammen           | Hanna Farah            |
| 13          | Birthe Lux               | Greet Van Camp         | Wiske Van Walleghem-Boonen | Katrien Timmermans       | Birbhan Ghartimagar        | Elisabeth Van Gelder (PS)            | Leen Van Aken           | Sarah Mohamed Khalif   |
| 14          | Sébastien Dewailly       | Lut Kint               | Laurent Houllez            | Stien Robijns            | Wiske Vingtcent            | Bernard Carpriau (PS)                | Peter Lombaert          | Pieter Cortoos         |
| 15          | Marianne Van Rompaey     | Jonas De Boeck         | Patricia Malaise           | Ludo Persoons            | Kelly Rampelberg           | Jean-Paul Grenier (DéFI)             | Annick Declercq         | Sandra Hendrickx       |
| 16          | Kathleen D'Herde         | Sabine Wyns            | Linda Quisquater           | Christophe Van der Haert | Kasper Van Maldergem       | Eric Misonne (cdH)                   | Edward Van Keer         | Chantal Basoka Mubenga |
| 17          | Anne Van Goidsenhoven    | Dirk Van Humbeeck      | Evy Van Aerschot           | Ellen Lammens            | Luc Decleer                | Anne Bauwens (MR)                    | Ariadne Frangi          | Sabrina Smit           |
| 18          | Steven Convents          | Sandra Maes            | Roger Vandendriessche      | Hans Vandenberg          | Yvie Jacobs                | Marco Schetgen (PS)                  | Murtaza Habibi          | Bert Thomas            |
| 19          | Jhonny Ghysens           | Astrid Pollers         | Kelly Rombouts             | Chris Vervliet           | Tania Souw                 | Frédéric Petit (MR)                  | Tom Roovers             | Jean-Pierre De Groef   |
| 20          | Rik Daems                | Willy Segers           | Jurgen Van Duyse           | Jef Vanderoost           | Tine Van Rompuy            | Philippe Thiéry (DéFI)               | Fatiha Dahmani          | Marc Snoeck            |
| Opvolgers   |                          |                        |                            |                          |                            |                                      |                         |                        |
| 1           | Bob Savenberg            | Arnout Coel            | Eddy Longeval              | Kris Poelaert            | Anna Maria Van Aerschot    | Roger Mertens (cdH)                  | Alwin Loeckx            | Bieke Verlinden        |
| 2           | Caroline Vangoidsenhoven | Veerle Geerinckx       | Valérie Seyns              | Lore Fourie              | Kristof Bosmans            | Anne-Marie Mestdag (PS)              | Alona Lyubayeva         | Raf Vanmeensel         |
| 3           | Paul Dams                | Jeroen Tiebout         | Jan Meulepas               | Laura Nevens             | Leen Celis                 | Alain Wahba (MR)                     | Eddie Boelens           | Bertrand Demiddeleer   |
| 4           | Gunther Clinckx          | Liselore Fuchs         | Linda Wouters              | Goedele Van Ruysevelt    | Hélène Lefèvre             | Gilles Hallez (DéFI)                 | Ann Morissens           | Carry Reynders         |
| 5           | Stef Ryckmans            | Dries Verhaeghe        | Marie-Rose Geldof          | Laura Schurmans          | Patricia Booen             | Cyriac Lusilu Manianga (PS)          | Stef Boogaerts          | Elke Krikilion         |
| 6           | Kris Jacobs              | Lien De Slagmeulder    | Neal Scheerlinck           | Aletheia De Guzman       | Seppe De Meulder           | Houda Khamal Arbit (PS)              | Hilde Van der Putten    | Béa Compté             |
| 7           | Malika Krossa            | Frederik Boone         | Filip Rooselaers           | Mathias Diericx          | Heleen Vijfeyken           | Lydie De Smet (MR)                   | Bert Petitjean          | Tess Cornelis          |
| 8           | Rika De Schryver         | Sophie Claeys          | Bart Dewil                 | Jasper Baeyens           | Quinten Vanheuverzwyn      | Marie-Jeanne Riquet (DéFI)           | Anja Peetens            | Jean Trembloy          |
| 9           | Anne Frérart             | Rodrigue Bijlsma       | Germaine Van Haelst        | Ann Spaepen              | Roselinde Dehertog         | Jean-Pierre Butaye (cdH)             | Jasper De Jonge         | Luk Draye              |
| 10          | Kim De Bontridder        | Ellen Mathieu          | Geert Schrijnen            | Christiane Bert          | Sander Claessens           | André Graillet (cdH)                 | Bieke Vanhellemont      | Johan Bollens          |
| 11          | Sabine Meyssen           | Bart Jan De Vos        | Pascal Saenen              | Bart Dusart              | Bram Deraedemaeker         | Laurence Doughan (PS)                | Hedwig Pierre           | Amy Gille              |
| 12          | Karin Derua              | Magda Geeroms          | Lucia Van Baden            | Steven D'hont            | Leen Vermeulen             | Marie Paquot (DéFI)                  | Karine Métens           | Lieven Boelaert        |
| 13          | Steven Swiggers          | Marc Vermylen          | Godelieve Van Den Nest     | Guy Dumst                | Wout Lootens               | François Dussart (DéFI)              | Kris Lentacker          | Ivan Van Hassel        |
| 14          | Philippe Vervoort        | Helga Delvaux          | Anita Uyttebroek           | Roos De Backer           | Paul Symons                | Christelle Mayné (MR)                | Lucia Obera             | Joke Buyl              |
| 15          | David De Valck           | Lena Ghysels           | Jeannine Sessler           | Bert De Wit              | Ward Van Den Bossche       | Murielle Jaubert (MR)                | Bram Peters             | John Swinnen           |
| 16          | Ann Schevenels           | Bart Nevens            | David Van Nuffelen         | Johan Vanhulst           | Alana Devroey              | Serge Liesenborghs (onafhankelijk)   | Lies Corneillie         | Denise Vandevoort      |

#### Kieskring Brussel-Hoofdstad
| Plaats      | Open Vld                           | N-VA                  | Vlaams Belang      | CD&V                    | PVDA                    | Groen                | sp.a-One Brussels           |
| Effectieven | Effectieven                        | Effectieven           | Effectieven        | Effectieven             | Effectieven             | Effectieven          | Effectieven                 |
| ----------- | ---------------------------------- | --------------------- | ------------------ | ----------------------- | ----------------------- | -------------------- | --------------------------- |
| 1           | Els Ampe                           | Karl Vanlouwe         | Frédéric Erens     | Benjamin Dalle          | Nele Vandenbempt        | Stijn Bex            | Hannelore Goeman            |
| 2           | Lionel Bajart                      | Annabel Tavernier     | Isabelle Scalbert  | Laura Van Eeckhout      | Marc-Antoon De Schryver | Celia Groothedde     | Alan De Bruyne              |
| 3           | Martine Raets                      | Philip Surmont        | Marc Michaux       | Mugabe Nizeyimana       | Jackie Fede             | Ange-Raïssa Uzanziga | Zeynep Balci                |
| 4           | Laurent Van Der Elst               | Margareta Cresens     | Diana Vonck-Put    | Veerle Moreau-Eygenraam | Gaëtan Carlier          | Bram Fret            | Mohammed Kazri              |
| 5           | Massimo Scotti                     | Yoann Stas            | Godelieve Wampers  | Steven Lindemans        | Jozefina De Prins       | Frédéric Roekens     | Jérémy Celen                |
| 6           | Ariane De Croo                     | Magda Debrouwer       | Louis Bogemans     | Agnès Vanden Bremt      | Toon Mondelaers         | Nathalie De Swaef    | Ans Persoons                |
| Opvolgers   |                                    |                       |                    |                         |                         |                      |                             |
| 1           | Franc Bogovic                      | David Neyskens        | Michaël De Pever   | Nicole de Moor          | Tony Busselen           | Jan Steurs           | Fahim De Leener             |
| 2           | Sofie Geeroms                      | Evelien Leys          | Marie-José Van Mol | Helmut De Vos           | Jo Honoré               | Ann Croeckaert       | Patricia Rodriguez de Costa |
| 3           | Ayoub El Azzaoui                   | Maarten Bijnens       | Andrée Vande Walle | Gertie Lindemans        | Lou Callewaert          | Rafiek Madani        | Anaïs Maes                  |
| 4           | Catherine de Buck van Overstraeten | Dorothee Desaegher    | Steven Van Haelst  | Guillaume Deman         | Karin Mombers           | Suzanne Ryvers       | Hicham Vanborm              |
| 5           | Maude Van Gyseghem                 | Cindy Van den Bosch   | Liliane Grauls     | Lieve Lippens           | Victor Pestieau         | Maarten Demarsin     | Anne-Sophie Vanneste        |
| 6           | Marc Daniels                       | Marcel Dehandschutter | Jan De Berlangeer  | Hugo Weckx              | Gertrud Bongaerts       | Adelheid Byttebier   | Robert Delathouwer          |

## Uitslagen

### Vlaanderen
Dit is de uitslag voor geheel Vlaanderen.
| Uitslag         | Uitslag         | 2019      | 2019      | 2019  | 2014   | 2014 | verschil |
| Partij          | Partij          | Zetels    | stemmen   | %     | Zetels | %    | Zetels   |
| --------------- | --------------- | --------- | --------- | ----- | ------ | ---- | -------- |
|                 | N-VA            | 35 / 124  | 1.052.252 | 24,83 | 43     | 31,9 | 8        |
|                 | VB              | 23 / 124  | 783.977   | 18,50 | 6      | 5,9  | 17       |
|                 | CD&V            | 19 / 124  | 652.766   | 15,40 | 27     | 20,5 | 8        |
|                 | Open Vld        | 16 / 124  | 556.630   | 13,13 | 19     | 14,2 | 3        |
|                 | sp.a            | 13 / 124  | 438.589   | 10,35 | 18     | 14,0 | 5        |
|                 | Groen           | 14 / 124  | 428.696   | 10,11 | 10     | 8,7  | 4        |
|                 | PVDA            | 4 / 124   | 225.593   | 5,32  | 0      | 2,5  | 4        |
|                 | UF              | 0 / 124   | 28.804    | 0,68  | 1      | 0,8  | 1        |
|                 | Overige         | 0 / 124   | 70.967    | 1,68  | 0      | 1,5  |          |
| Totaal          |                 |           |           |       |        |      |          |
| Geldige stemmen | Geldige stemmen | 124 / 124 | 4.238.274 | 100   |        |      |          |

- Blanco en ongeldig: 220.790 (4,95%)
- Uitgebrachte stemmen (incl. Brussel: 4.459.064
- Ingeschreven kiezers (Vlaams Gewest): 4.838.566

### Uitslagen per kieskring

#### Antwerpen
Dit is de uitslag voor de provincie Antwerpen.
| Antwerpen       | Antwerpen       | 2019   | 2019      | 2019  | 2014   | 2014 | verschil |
| Partij          | Partij          | Zetels | stemmen   | %     | Zetels | %    | Zetels   |
| --------------- | --------------- | ------ | --------- | ----- | ------ | ---- | -------- |
|                 | N-VA            | 12     | 361.403   | 31,82 | 14     | 36,4 | -2       |
|                 | VB              | 6      | 209.738   | 18,46 | 2      | 7,1  | +4       |
|                 | CD&V            | 4      | 129.843   | 11,43 | 7      | 20,0 | -3       |
|                 | Groen           | 4      | 126.988   | 11,18 | 3      | 9,9  | +1       |
|                 | Open Vld        | 3      | 116.020   | 10,21 | 3      | 9,6  | =        |
|                 | sp.a            | 2      | 90.113    | 7,93  | 4      | 11,4 | -2       |
|                 | PVDA            | 2      | 75.833    | 6,68  | 0      | 3,9  | +2       |
|                 | Overige         | 0      | 25.993    | 2,29  | 0      | 1,7  | -        |
| Totaal          |                 |        |           |       |        |      |          |
| Geldige stemmen | Geldige stemmen | 33     | 1.135.931 | 100   |        |      |          |

- Blanco en ongeldig: 45.871
- Uitgebrachte stemmen: 1.181.062
- Ingeschreven kiezer: 1.314.809

Verkozenen:
| - Bart De Wever (N-VA, 242.386) - Filip Dewinter (VB, 93.751) - Bart Somers (Open Vld, 52.885) - Meyrem Almaci (Groen, 50.848) - Liesbeth Homans (N-VA, 40.480) - Koen Van Den Heuvel (CD&V, 36.825) - Annick De Ridder (N-VA, 27.629) - Caroline Gennez (sp.a, 24.630) - Tinne Rombouts (CD&V, 24.512) - Anke Van dermeersch (VB, 21.966) - Kris Van Dijck (N-VA, 21.369) | - Jos D'Haese (PVDA, 19.312) - Philippe Muyters (N-VA, 18.800) - Sofie Joosen (N-VA, 14.416) - Imade Annouri (Groen, 12.744) - Kathleen Krekels (N-VA, 12.676) - Katrien Schryvers (CD&V, 12.311) - Paul Van Miert (N-VA, 11.434) - Freya Perdaens (N-VA, 11.183) - Sihame El Kaouakibi (Open Vld, 10.704) - Tine Van Den Brande (Groen, 10.557) - Manuela Van Werde (N-VA, 10.126) | - Maarten De Veuster (N-VA, 10.026) - Tine Van Der Vloet (N-VA, 10.009) - Bart Claes (VB, 9.897) - Lise Vandecasteele (PVDA, 8.680) - Willem-Frederik Schiltz (Open Vld, 8.527) - Sam Van Rooy (VB, 8.183) - Els Sterckx (VB, 7.604) - Wim Verheyden (VB, 7.269) - Hannes Anaf (sp.a, 6.488) - Staf Pelckmans (Groen, 6.392) - Orry Van De Wauwer (CD&V, 5.436) |

#### Brussel-Hoofdstad
Dit is de uitslag voor de kieskring Brussel-Hoofdstad.
| Brussel-Hoofdstad | Brussel-Hoofdstad | 2019   | 2019    | 2019  | 2014   | 2014 | verschil |
| Partij            | Partij            | Zetels | stemmen | %     | Zetels | %    | Zetels   |
| ----------------- | ----------------- | ------ | ------- | ----- | ------ | ---- | -------- |
|                   | Groen             | 2      | 18.772  | 28,03 | 1      | 20,5 | +1       |
|                   | N-VA              | 2      | 12.697  | 18,96 | 1      | 18,3 | +1       |
|                   | Open Vld          | 1      | 10.937  | 16,33 | 2      | 24,0 | -1       |
|                   | sp.a-One.brussels | 1      | 8.958   | 13,38 | 1      | 18,4 | =        |
|                   | VB                | 0      | 5.687   | 8,49  | 0      | 5,7  | -        |
|                   | CD&V              | 0      | 5.640   | 8,42  | 1      | 12,1 | -1       |
|                   | PVDA              | 0      | 4.272   | 6,38  | -      | -    | -        |
|                   | Overige           | -      | -       | -     | 0      | 0,9  | -        |
| Totaal            |                   |        |         |       |        |      |          |
| Geldige stemmen   | Geldige stemmen   | 6      | 66.693  | 100   |        |      |          |

Verkozenen:
| - Els Ampe (Open Vld, 3.851) - Stijn Bex (Groen, 3.046) - Karl Vanlouwe (N-VA, 3.034) | - Celia Groothedde (Groen, 3.031) - Hannelore Goeman (sp.a-One.brussels, 2.215) - Annabel Tavernier (N-VA, 1.439) |

#### Limburg
Dit is de uitslag voor de provincie Limburg.
| Limburg         | Limburg         | 2019   | 2019    | 2019  | 2014   | 2014 | verschil |
| Partij          | Partij          | Zetels | stemmen | %     | Zetels | %    | Zetels   |
| --------------- | --------------- | ------ | ------- | ----- | ------ | ---- | -------- |
|                 | N-VA            | 4      | 120.633 | 22,03 | 5      | 32,1 | -1       |
|                 | VB              | 3      | 110.351 | 20,15 | 1      | 5,9  | +2       |
|                 | CD&V            | 3      | 105.133 | 19,20 | 4      | 23,3 | -1       |
|                 | sp.a            | 2      | 74.161  | 13,54 | 3      | 17,3 | -1       |
|                 | Open Vld        | 2      | 65.086  | 11,89 | 2      | 12,1 | =        |
|                 | Groen           | 1      | 36.762  | 6,71  | 1      | 6,0  | =        |
|                 | PVDA            | 1      | 31.272  | 5,71  | 0      | 2,6  | +1       |
|                 | Overige         | 0      | 4.186   | 0,76  | 0      | 0,9  | -        |
| Totaal          |                 |        |         |       |        |      |          |
| Geldige stemmen | Geldige stemmen | 16     | 547.584 | 100   |        |      |          |

- Blanco en ongeldig: 34.880
- Uitgebrachte stemmen: 582.464
- Ingeschreven kiezers: 638.319

Verkozenen:
| - Steven Vandeput (N-VA, 41.426) - Lode Ceyssens (CD&V, 35.658) - Chris Janssens (VB, 29.725) - Jo Vandeurzen (CD&V, 24.717) - Lydia Peeters (Open Vld, 23.728) - Jan Peumans (N-VA, 23.069) | - Els Robeyns (sp.a, 21.394) - Karolien Grosemans (N-VA, 17.264) - Vera Jans (CD&V, 15.866) - Marino Keulen (Open Vld, 14.418) - Ludwig Vandenhove (sp.a, 13.167) | - Jos Lantmeeters (N-VA, 12.498) - Kim De Witte (PVDA, 11.853) - Roosmarijn Beckers (VB, 11.639) - Leo Pieters (VB, 9.569) - Johan Danen (Groen, 7.172) |

#### Oost-Vlaanderen
Dit is de uitslag voor de provincie Oost-Vlaanderen.
| Oost-Vlaanderen | Oost-Vlaanderen | 2019   | 2019    | 2019  | 2014   | 2014 | verschil |
| Partij          | Partij          | Zetels | stemmen | %     | Zetels | %    | Zetels   |
| --------------- | --------------- | ------ | ------- | ----- | ------ | ---- | -------- |
|                 | N-VA            | 6      | 219.289 | 22,24 | 9      | 30,7 | -3       |
|                 | VB              | 6      | 203.497 | 20,64 | 2      | 6,4  | +4       |
|                 | Open Vld        | 4      | 156.275 | 15,85 | 5      | 17,3 | -1       |
|                 | CD&V            | 4      | 132.894 | 13,48 | 5      | 18,3 | -1       |
|                 | Groen           | 3      | 103.764 | 10,52 | 2      | 9,1  | +1       |
|                 | sp.a            | 3      | 101.258 | 10,27 | 4      | 14,2 | -1       |
|                 | PVDA            | 1      | 54.457  | 5,52  | 0      | 2,4  | +1       |
|                 | Overige         | 0      | 14.664  | 1,48  | 0      | 1,6  | -        |
| Totaal          |                 |        |         |       |        |      |          |
| Geldige stemmen | Geldige stemmen | 27     | 986.098 | 100   |        |      |          |

- Blanco en ongeldig: 50.321
- Uitgebrachte stemmen: 1.036.419
- Ingeschreven kiezers: 1.138.720

Verkozenen:
| - Guy D'haeseleer (VB, 56.807) - Joke Schauvliege (CD&V, 43.428) - Matthias Diependaele (N-VA, 38.475) - Carina Van Cauter (Open Vld, 36.883) - Sarah Smeyers (N-VA, 24.454) - Jean-Jacques De Gucht (Open Vld, 20.460) - Elke Sleurs (N-VA, 19.501) - Koen Daniëls (N-VA, 19.256) - Herman De Croo (Open Vld, 18.406) | - Conner Rousseau (sp.a, 17.438) - Freya Van Den Bossche (sp.a, 16.497) - Björn Rzoska (Groen, 16.056) - Robrecht Bothuyne (CD&V, 14.810) - Mieke Schauvliege (Groen, 13.109) - Stephanie D'Hose (Open Vld, 13.055) - Tom De Meester (PVDA, 12.786) - Kristof Slagmulder (VB, 12.675) - Vincent Van Peteghem (CD&V, 12.650) | - Adeline Blancquaert (VB, 11.931) - Elisabeth Meuleman (Groen, 11.867) - Ilse Malfroot (VB, 11.191) - Kurt De Loor (sp.a, 11.097) - Filip Brusselmans (VB, 11.089) - Maaike De Rudder (CD&V, 8.906) - Marius Meremans (N-VA, 8.852) - Johan Deckmyn (VB, 8.778) - Andries Gryffroy (N-VA, 7.639) |

#### Vlaams-Brabant
Dit is de uitslag voor de provincie Vlaams-Brabant.
| Vlaams-Brabant  | Vlaams-Brabant  | 2019   | 2019    | 2019  | 2014   | 2014 | verschil |
| Partij          | Partij          | Zetels | stemmen | %     | Zetels | %    | Zetels   |
| --------------- | --------------- | ------ | ------- | ----- | ------ | ---- | -------- |
|                 | N-VA            | 6      | 181.032 | 25,78 | 7      | 29,5 | -1       |
|                 | Open Vld        | 3      | 109.634 | 15,61 | 4      | 19,2 | -1       |
|                 | VB              | 3      | 93.118  | 13,26 | 0      | 4,4  | +3       |
|                 | CD&V            | 3      | 91.619  | 13,04 | 4      | 17,1 | -1       |
|                 | Groen           | 3      | 85.852  | 12,22 | 2      | 9,4  | +1       |
|                 | sp.a            | 2      | 66.701  | 9,50  | 2      | 12,3 | =        |
|                 | PVDA            | 0      | 32.366  | 4,61  | 0      | 1,8  | -        |
|                 | UF              | 0      | 28.804  | 4,10  | 1      | 5,0  | -1       |
|                 | Overige         | 0      | 13.218  | 1,88  | 0      | 1,5  | -        |
| Totaal          |                 |        |         |       |        |      |          |
| Geldige stemmen | Geldige stemmen | 20     | 702.344 | 100   |        |      |          |

- Blanco en ongeldig: 36.879
- Uitgebrachte stemmen: 739.223
- Ingeschreven kiezers: 817.707

Verkozenen:
| - Ben Weyts (N-VA, 64.460) - Gwendolyn Rutten (Open Vld, 44.866) - Nadia Sminate (N-VA, 26.263) - Peter Van Rompuy (CD&V, 24.974) - Lorin Parys (N-VA, 21.929) - Bruno Tobback (sp.a, 19.284) - An Moerenhout (Groen, 18.806) | - Klaas Slootmans (VB, 18.567) - Karin Brouwers (CD&V, 12.327) - Gwenny De Vroe (Open Vld, 12.162) - Inez De Coninck (N-VA, 13.229) - Katrien Partyka (CD&V, 10.752) - Allessia Claes (N-VA, 10.260) - Piet De Bruyn (N-VA, 9.250) | - Suzy Wouters (VB, 8.530) - Jan Laeremans (VB, 7.338) - Ann De Martelaer (Groen, 7.280) - Katia Segers (sp.a, 6.869) - Maurits Vande Reyde (Open Vld, 6.155) - Chris Steenwegen (Groen, 5.654) |

#### West-Vlaanderen
Dit is de uitslag voor de provincie West-Vlaanderen.
| West-Vlaanderen | West-Vlaanderen | 2019   | 2019    | 2019  | 2014   | 2014 | verschil |
| Partij          | Partij          | Zetels | stemmen | %     | Zetels | %    | Zetels   |
| --------------- | --------------- | ------ | ------- | ----- | ------ | ---- | -------- |
|                 | CD&V            | 5      | 187.637 | 23,47 | 6      | 25,3 | -1       |
|                 | VB              | 5      | 161.586 | 20,21 | 1      | 5,1  | +4       |
|                 | N-VA            | 5      | 157.198 | 19,67 | 7      | 29,8 | -2       |
|                 | Open Vld        | 3      | 98.678  | 12,34 | 3      | 13,1 | =        |
|                 | sp.a            | 3      | 97.398  | 12,18 | 4      | 16,3 | -1       |
|                 | Groen           | 1      | 56.558  | 7,08  | 1      | 7,1  | =        |
|                 | PVDA            | 0      | 27.393  | 3,43  | 0      | 1,6  | -        |
|                 | Overige         | 0      | 12.906  | 1,61  | 0      | 1,8  | -        |
| Totaal          |                 |        |         |       |        |      |          |
| Geldige stemmen | Geldige stemmen | 22     | 799.354 | 100   |        |      |          |

- Blanco en ongeldig: 41.376
- Uitgebrachte stemmen: 840.730
- Ingeschreven kiezers: 929.011

Verkozenen:
| - Hilde Crevits (CD&V, 130.912) - Bart Tommelein (Open Vld, 35.265) - Bert Maertens (N-VA, 28.250) - Stefaan Sintobin (VB, 28.217) - Bart Dochy (CD&V, 24.605) - Annick Lambrecht (sp.a, 22.291) - Martine Fournier (CD&V, 19.417) - Kurt Vanryckeghem (CD&V, 15.135) | - Emmily Talpe (Open Vld, 15.133) - Maaike De Vreese (N-VA, 14.810) - Wilfried Vandaele (N-VA, 13.583) - Steve Vandenberghe (sp.a, 13.106) - Mercedes Van Volcem (Open Vld, 13.074) - Loes Vandromme (CD&V, 12.232) - Axel Ronse (N-VA, 12.185) | - Cathy Coudyser (N-VA, 11.850) - Lut Deforche-Degroote (VB, 10.989) - Yves Buysse (VB, 10.151) - Frieda Verougstraete-Deschacht (VB, 9.103) - Carmen Ryheul (VB, 8.534) - Jeremie Vaneeckhout (Groen, 7.387) - Maxim Veys (sp.a, 7.204) |